# ABTB
ABTB(Attraction Between Two Bodies)는 대한민국의 록 밴드이다. 얼터너티브-하드 록의 바탕 위에 다양한 음악적 층위가 켜켜이 쌓인 사운드를 숙련된 솜씨와 열정적인 태도로 연주한다. 2014년 결성 이후 네이버 온스테이지, EBS 공감, 지산 록페스티벌 등의 무대에 섰으며 한국대중음악상을 통해 그 가치를 인정받았다. 2016년 1집 『Attraction Between Two Bodies』발표 이후 싱글 "이중사고", "무임승차"를 냈고 세 장의 편집 앨범에 참여했다. 2020년 5월 1일 2집 『daydream』을 발표했다.
2017년, 제 14회 한국대중음악상에서 올해의 음반/최우수 록 음반/최우수 록 노래(Artificial) 세 부문에 노미네이트, 최우수 록 음반상을 수상했다.
2021년, 제 18회 한국대중음악상에서 최우수 록 음반/최우수 록 노래 두 부문에 노미네이트되었고 모두 수상했다.(daydream)
2022년 보컬 박근홍이 밴드를 떠났으나 김바다, 조규현(H a Lot), 이윤찬, 배인혁(로맨틱펀치)의 보컬 피쳐링으로 3집 『iii』을 발표했다.

## 구성원
- 강대희 - 드럼 (2014년~현재)
- 장혁조 - 베이스 (2014년~현재)
- 황린 - 기타(2016년 5월~현재)
- 곽상규 - 기타(2019년 11월~현재)

## 이전 구성원
- 박근홍 - 보컬 (2014년~2022년)
- 곽민혁 - 기타 (2014년 ~ 2019년)
- 한규민 - 기타 (2015년 10월 ~2016년 4월)
- 강우석 - 기타 (2014년 5월 ~ 2015년 6월)
- Jeff - 기타 (2014년 5월 ~ 2015년 9월)

## Discography
Full Length
- Attraction Between Two Bodies (2016 / 석기시대 레코드)
- daydream (2020 / 뮤슈 레코드)
- iii (2022 / 뮤슈 레코드)

Single
- 이중사고 (doublethink) (2017 / 석기시대 레코드)
- 무임승차 (Free Rider) (2017 / 석기시대 레코드)
- 무리수 (2020 / 뮤슈 레코드)
- a-void (2020 / 뮤슈 레코드)

Compilation Album
- 튠업 헌정 앨범 신중현 THE ORIGIN (2017 / CJ문화재단)
- [[SUM [숨∞] 여덟 번째 그린플러그드 공식 옴니버스 앨범]] (2018 / ㈜콘텐츠아이디)
- 블랙홀 트리뷰트 - RE-ENCOUNTER THE MIRACLE (2019 / 유니언스틸)

## 활동

### 2014년
1월 29일 쿠바/썬스트록의 드러머 강대희, 한음파의 베이시스트 장혁조, 게이트플라워즈의 보컬리스트 박근홍, 새로운 밴드를 결성하기로 결의
5월 28일 미씽루씰의 기타리스트 강우석, 바이바이배드맨의 기타리스트 곽민혁 합류
12월 26일 밴드 결성 후 최초의 공연: SUNSHINE OF YOUR LOVE @FF

### 2015년
1월 3일 HALLUCINATORY PHANTASM @FREEBIRD2
1월 11일 2015 NEW YEAR UNL @FREEBIRD2
2월 7일 The Goddamn Show No.4 @3thumbs
2월 10일 1집 앨범 가녹음(5곡)
3월 21일 Daddy J 공연 @DADDY J
4월 22일 팟캐스트 [라이브 나인틴] 출연
5월 8일 엄마, 내일은 꼭 집에 갈게요 @롸일락
5월 20일 블랙백의 기타리스트 Jeff 가입
5월 29일 MADE OF STONE(석기시대 정기공연) @드림홀
6월 7일 스트레인지 프룻 10주년 기념 공연 @스트레인지 프룻
6월 20일 WHO WE ARE?! VOLUME 3 @FF
6월 30일 1집 앨범 가녹음 2차(5곡)
7월 5일 GOGOS2 공연 @GOGOS2
7월 11일 안녕?! 프리버드 @FREEBIRD
7월 17일 나의 광복:노래, 여름밤을 훔치다 @서울광장
7월 18일 딴지영진공 공개방송 @벙커1
7월 30일 단독공연 @이태원 김치싸운즈
8월 1일 ROCK&ROLL SATURDAY @타
8월 15일 위버멘쉬 싱글 발매 쇼케이스 @뮤지스땅스
8월 28일 제7회 라이브 클럽데이 @GOGOS2
8월 29일 13층 EP 앨범 쇼케이스 @바다비
9월 4일 VOODOO CHILD @FF
9월 19일 AUTUMN SPLASH @마이크 임팩트 스퀘어 가든
9월 20일 열일곱살의 버킷리스트 vol.7 @롤링홀
09월 XX일 기타리스트 Jeff 군 입대로 인한 탈퇴
10월 4일 잔다리페스타 @디딤홀
10월 10일 Drive @FF
10월 24일 Unlimited Vol.1 @롤링홀
10월 XX일 기타리스트 한규민 합류
11월 13일 Rock&Rock Friday the 13th @FREEBIRD
11월 16일 Monday Project Vol.52 @FF

### 2016년
1월 11일 영화 <라이브클럽 그레이하운드> 출연
1월 15일 HIGHWAY TO HELL @FF
1월 29일 라이브클럽데이 @고고스2
2월 22일 네이버 온스테이지 촬영
3월 17일 네이버 온스테이지 영상 공개  영상보기
3월 26일 네이버 온스테이지 인터뷰
3월 26일 R&F Vol.4 공연 @클럽 타
4월 17일 썬더스트럭 @프리즘홀
4월 23일 해쉬의 기타리스트 황린 합류
5월 6일 차카게살자-단독공연 @클럽 타
5월 28일 Kinky Afro @FF
6월 11일 클럽 타 10주년 기념공연 @클럽 타
7월 2일 위대한 락데이 @FF
7월 9일 미씽루씰 정규앨범 발매 쇼케이스 @에반스라운지
7월 24일 지산 밸리록 페스티벌
8월 15일 제천국제음악영화제
9월 24일 서촌 브레이크 @몽키비지니스
10월 1일 잔다리 페스타 @상상마당
10월 7일 1집 <Attraction Between Two Bodies> 발매
10월 13일 1집 <Attraction Between Two Bodies> CD 발매
10월 15일 1집 발매 기념 쇼케이스 @CJ아지트
10월 29일 자라섬음악경연 축하 공연
11월 10일 EBS 스페이스 공감 공연
11월 11일 Friday Super Rock Join Concert @고고스2
12월 3일 LIVE BUNKER1 어쿠스틱 공연 @벙커1
12월 11일 경인방송 <한밤의 음악여행 성우진입니다> 출연
12월 15일 EBS <EBS 스페이스 공감> 공연 방영  영상보기
12월 18일 뮤슈쇼 Vol. 1 @FF
12월 19일 2016 벅스 연말결산 - 올해의 락/메탈 앨범 선정
12월 22일 네이버 뮤직 - 올해 놓치면 아까운 앨범 선정
12월 29일 김홍범 PD의 내 마음대로 2016 베스트 선정
12월 31일 <음악취향Y> - 올해의 음반/올해의 싱글 선정

### 2017년
1월 9일 음악웹진 <이명> 올해의 음반 선정
1월 17일 <DOINDIE> 주최 팬 선정 2016 최고의 정규앨범
1월 20일 라이브클럽데이 @고고스2
1월 21일 몽키빚은있으(박근홍/장혁조 어쿠스틱) @몽키비즈니스
2월 8일 2017년 제14회 한국대중음악상 '올해의 앨범', '최우수 록 - 음반', '최우수 록 - 노래' 부문 후보 선정
2월 11일 SHOWDOWN6 @프리즘홀
2월 17일 이정우 1집 쇼케이스 게스트 @FF
2월 28일 2017년 제14회 한국대중음악상 '최우수 록 음반' 수상
3월 11일 뮤슈쑈 Vol. 2 @FF
3월 21일 MBC 난장 REALLIVE! 출연
3월 31일 시대정신-대구 @헤비
4월 1일 시대정신-부산 @인터플레이
4월 8일 이승환 요물 IN SEOUL 게스트 공연
4월 21일 Bitter Sweet Symphony @FF
5월 12일 NEW GRUNGE IN 2017 @프리즘홀
5월 26일 LIVE CLUB DAY 27 @FF
6월 10일 NO MERCY FEST Vol.5 @프리즘홀
6월 14일 <신중현 트리뷰트 - THE ORIGIN> 앨범 발매. 싱글 "생각해"로 참여
6월 17일 60X3 LIVE @프리버드
6월 24일 <신중현 트리뷰트 - THE ORIGIN> 앨범 발매 공연 @CJ아지트
7월 8일 프라지트 시즌1 파이트 클럽 ABTB vs 로큰롤라디오 @CJ아지트
7월 28일 지산 밸리록 페스티벌
8월 2일 WBS <밴드피플 라디오스타> 공개방송 @브이홀
9월 9일 프라지트 시즌1 파이트 클럽2 ABTB vs 제8극장 @CJ아지트
9월 27일 MU:CON SHOWCASE @MBC 골든마우스홀
9월 30일 잔다리 페스타 @케이아트디딤홀
10월 14일 블루비 페스타 @브이홀
10월 20일 싱글 "이중사고(doublethink)" 발매
10월 20일 Rock With You @FF
12월 9일 단독공연 @FF

### 2018년
1월 27일 BERRI TXARRAK 내한공연
1월 31일 KBS 옥탑방 라디오 출연
2월 19일 MBC 배철수의 음악캠프 출연
2월 24일 이승환과 아우들 @신한카드홀
2월 28일 제15회 한국대중음악상 오프닝 공연/최우수 록 노래 후보 @구로아트센터
3월 12일 산디 북 콘서트 @초원서점
3월 15일 "시대정신" 뮤직비디오 공개
3월 16일 1집 LP 발매 기념 음감회 @바 스톤에이지
3월 24일 Are You Experienced @FF
4월 5일 <숨[SUM] 여덟 번째> 앨범 발매. 싱글 "숨 쉬고 싶어"로 참여
4월 15일 그런데 세월호는요? @서울시청 바스락홀
4월 28일 PLAN P 5 @공상온도
5월 19일 그린플러그드 서울 2018
5월 25일 LIVE CLUB DAY @컨벤트
6월 1일 N.O.I.S.E. @FF
6월 15일 페스티벌 PEACE @서울시청광장
6월 16일 SHOWDOWN 8 @프리즘플러스
6월 20일 CATCH ME @롤링스톤즈
6월 30일 Summer of 69 @FF
7월 6일 잇츠팝 8주년 파티 @잇츠팝
7월 14일 종로콜링 @복합문화공간 에무
8월 4일 Attraction Between Two Jebies @제비다방
9월 1일 Sex & Drugs & Rock & Roll @FF
9월 28일 I'M HARD AND I'M PROUD @FF
10월 5일 잔다리페스타 @FF
10월 21일 항파두리 저항문화예술제 @항파두리 항몽유적지
12월 28일 라이브클럽데이 @컨벤트펍

### 2019년
1월 19일 Broken by the Scream 내한공연 @FF
1월 27일 도라페스트 4탄 @AOR
2월 16일 글래머러스파티 Vol.7 @롤링스톤즈
4월 6일 오버더톱 @롤링스톤즈
4월 14일 조금 다른 밴드 콘서트 @CJ아지트 광흥창
5월 5일 위대한 락데이 @FF
5월 12일 ABTB PETSOUNDS LIVE @펫사운즈
6월 8일 오버더탑 vol.2 @롤링스톤즈
6월 16일 ALIVE @FF
7월 6일 오버더탑 vol.3 @롤링스톤즈
7월 26일 라이브클럽데이 51 @컨벤트
8월 3일 LIKE A STONE @FF
8월 17일 오버더탑 X 락코홀릭 @롤링스톤즈
8월 24일 FF 15TH ANNIVERSARY
9월 4일 <블랙홀 1집 트리뷰트 - RE-ENCOUNTER THE MIRACLE> 앨범 발매, 싱글 "노을", "깊은 밤의 서정곡" 참여
9월 21일 LEARN TO FLY @롤링스톤즈
10월 19일 HARD ROCK CAMPAIGN @FF
10월 12일 오버더탑 vol.5 @롤링스톤즈
11월 24일 ABTB 어쿠스틱 @303라이브카페

### 2020년
3월 1일 싱글 "무리수" 발매
4월 1일 싱글 "a-void" 발매
4월 26일 새 앨범 발매 음감회 @살롱문보우
5월 1일 2집 『daydream』 발매